# Uniejów-Kolonia
Uniejów-Kolonia (dawn. Uniejów Państwowy) – wieś w Polsce położona w województwie małopolskim, w powiecie miechowskim, w gminie Charsznica.
| SIMC    | Nazwa     | Rodzaj    |
| ------- | --------- | --------- |
| 0233891 | Dziadówki | część wsi |
| 0233900 | Parcela   | część wsi |
| 0233916 | Zatorze   | część wsi |

W latach 1975–1998 miejscowość administracyjnie należała do województwa kieleckiego.